# 亚历山德拉公主 (卢森堡)
亚历山德拉·约瑟芬·特丽莎·夏洛特·玛丽·威廉敏娜（盧森堡語：：1991年2月16日—），出生于卢森堡女大公夏洛特婦產醫院。卢森堡公主，拿骚公主，波旁-帕尔玛公主。是亨利大公唯一的女儿和第四个孩子。公主的教父母是第14代利涅亲王米歇尔和奧地利的瑪麗亞-安娜女大公。卢森堡王位第五顺位继承人。

## 榮譽

#### 卢森堡勋章奖章榮譽
- 騎士大十字拿騷宮金獅勳章[1][2]
- 騎士大十字拿騷阿道夫勳章[3]

### 外国勋章奖章
- 寶冠牡丹章（日本，2017年11月21日公布[4]）